# Subatlântico
Subatlântico é a atual e última idade climática da época do Holoceno. Começou em cerca de 2 500 anos AP e ainda está em andamento. Suas temperaturas médias foram ligeiramente inferiores às do Sub-boreal e Atlântico anteriores. Durante seu curso a temperatura sofreu diversas oscilações que tiveram forte influência na fauna e flora, portanto indiretamente na evolução das civilizações humanas. Com a intensificação da industrialização, a sociedade humana começou a enfatizar os ciclos climáticos naturais com o aumento das emissões de gases do efeito estufa.

## História e estratigrafia
O termo Subatlântico foi primeiro introduzido em 1889 pelo Rutger Sernander diferenciá-lo de Axel Blytt atlântico. Segue-se ao anterior de Sub-boreal. Acordo de Franz Firbas (1949) e Litt et al. (2001) consiste nas zonas do pólen IX e X. Isto corresponde no esquema de Fritz Theodor Overbeck para zonas de pólen XI e XII.
Na estratigrafia climática, o Subatlântico é geralmente subdividido em um Subatlântico antigo e um Subatlântico recente. O Subatlântico antigo corresponde à zona de pólen IX (ou XI em uma nomenclatura alternativa feita de mais zonas) caracterizada na Europa central e norte pela faia e carvalho-florestas de faia, o Subatlântico recente à zona de pólen X (ou XII na nomenclatura alternativa feita de mais zonas).
No leste da Alemanha Dietrich Franke subdivide o Subatlântico em quatro estágios (do novo ao velho):
- Subatlântico mais novo: 1800 até o presente: Idade Contemporânea
- Subatlântico menos novo: 1250 até 1800: Alta Idade Média, Baixa Idade Média, Idade Moderna
- Meio subatlântico: 500 até 1250: migrações dos povos bárbaros e migrações eslavas
- Subatlântico antigo: 500 a.C. até 500 d.C.: Idade do Ferro era pré-romana, Roma antiga e início do período de migração.

## Datação
O início do Subatlântico é geralmente definido como anos civis 2,400 a.C. ou 450 d.C.. No entanto, esse limite inferior não é de forma alguma rígida. Alguns autores preferem definir o início do Subatlântico como 2,500 anos radiocarbonos, o que representa aproximadamente 625 a.C. Ocasionalmente, o início do Subatlântico foi adiado até 1200 a.C.
De acordo com Franz Firbas, a mudança do Sub-boreal (zona de pólen VIII) para o Subatlântico antigo (zona de pólen IX) caracteriza-se pela recessão de avelã e limão e a disseminação simultânea de carpino devido as influências antropogênicas. Esta recessão não foi sincronizada. Ocorreu no oeste avançou do inferior vale do Rio Oder entre 930 e 830 a.C., Considerando que, no sudoeste da Polónia, este acontecimento já ocorreu entre 1170 e 1160 a.C.
O começo do Subatlântico recente em 1250 d.C. coincide com o aumento da população medieval e se distingue por um aumento no pinheiro e em plantas indicadoras de suprimentos humanos. Na Silésia, este evento pode ser datado entre 1050 e 1270 d.C. Se alguém iguala o início do Subatlântico recente com o primeiro máximo de ocorrência de faia, volta as vezes carolíngia por volta de 700 d.C.

## Evolução climática

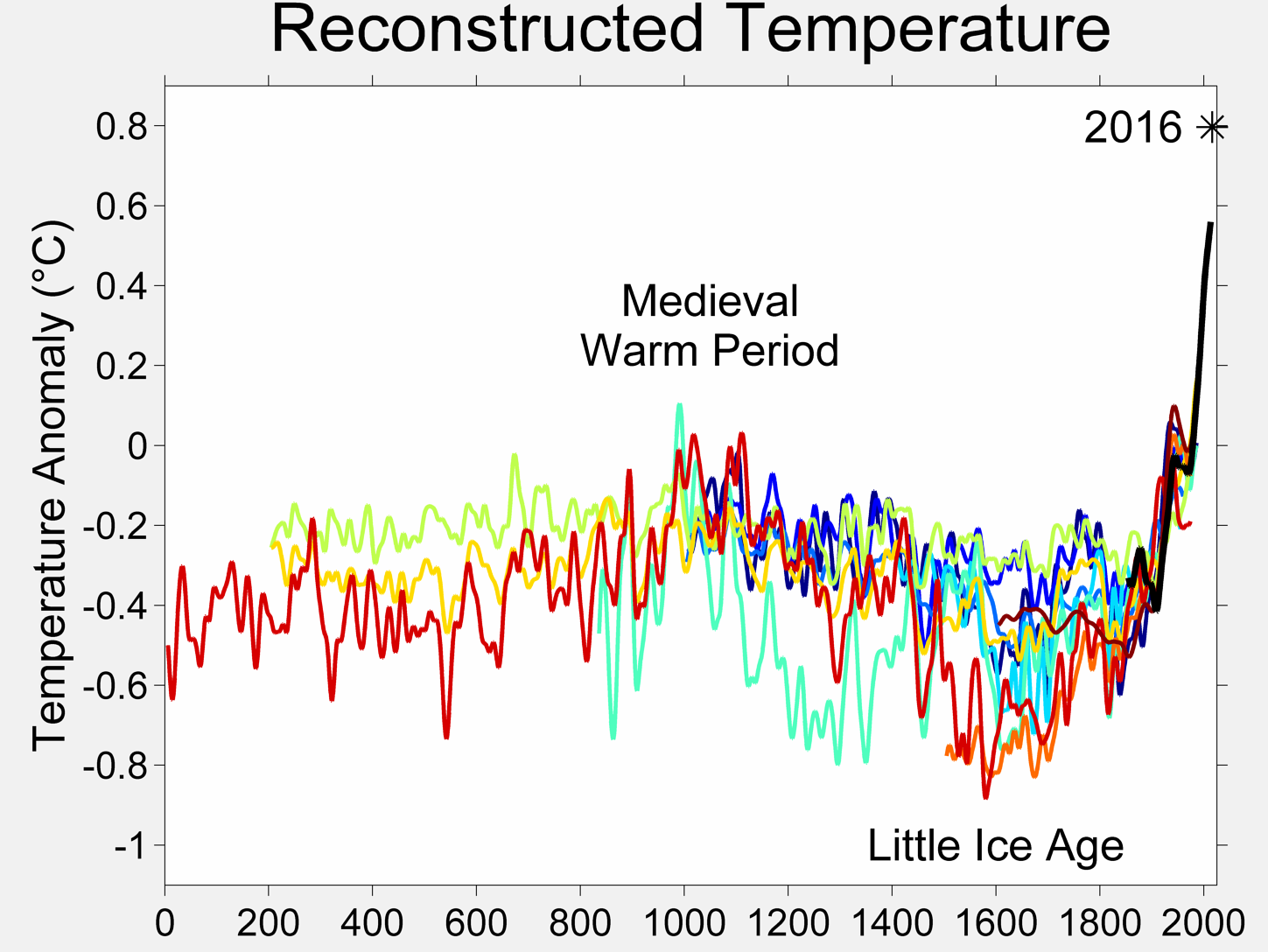
Temperaturas reconstruídas da Terra durante os últimos 2000 anos.

Aumento da temperatura média mundial desde 1880.

As temperaturas de verão do Subatlântico são geralmente um pouco mais frias (por até 1.0 °C) do que durante o Sub-boreal precedente, as temperaturas médias anuais reduzidas por 0.7 °C. Ao mesmo tempo, a precipitação do inverno aumenta em até 50%. Em geral, o clima durante o subatlântico, portanto, tende a condições mais frias e mais úmidas. O limite inferior dos glaciares na Escandinávia desceu durante o Sub-batlântico entre 100 e 200 metros.
O começo do Subatlântico abriu no meio do primeiro milênio a.C. com o chamado Período Quente Romano que durou até o começo do século IV a.C. Isso corresponde amplamente a antiguidade clássica. O ótimo é marcado por um pico de temperatura centrado 2500 a.C. Como uma consequência na Europa as temperaturas de inverno foram levantadas por 0.6 °C durante esta idade, ainda em média ainda estavam por 0.3 °C menor do que durante o Sub-boreal. testemunho de gelo da Groenlândia também demonstram um distinto aumento de temperatura após o Sub-boreal recente. O arrefecimento que se segue coincide com as migrações dos povos bárbaros. Não foi muito pronunciado e de curta duração – uma queda de temperatura média de 0.2 °C e uma queda de temperatura no inverno de 0.4 °C centrado em torno de 350 d.C (ou 1.600 anos a.C). Essa deterioração climática, com o estabelecimento de condições mais secas e mais frias, pode ter forçado os hunos a se deslocarem para o oeste, desencadeando as migrações das tribos germânicas. Mais ou menos na mesma época, o Império Bizantino atingiu seu primeiro apogeu e Cristianismo estabeleceu-se na Europa como a principal religião monoteísta.
Após este intervalo relativamente curto, o clima melhorou novamente e alcançou entre 800 e 1200 quase os valores do período quente romano (os proxies de temperatura usados são sedimentos no Atlântico Norte). Este aquecimento aconteceu durante a Alta Idade Média, portanto, este evento é conhecido como Aquecimento Global Medieval ou período quente medieval. Este clima mais quente atingiu o pico em torno de 850 d.C. e 1050 d.C., e elevou a linha de árvores na Escandinávia e na Rússia em 100 a 140 metros; permitiu que os Vikings se instalassem na Islândia e Groenlândia. Durante esta idade as Cruzadas ocorreram e o Império Bizantino foi eventualmente empurrado para trás pela ascensão do Império Otomano.
O final do período quente medieval coincide com o início do século XIV, atingindo um mínimo de temperatura por volta de 1350 e a crise da idade média tardia. Muitos assentamentos foram abandonados e deixaram as desertas. Como consequência, a população da Europa Central recuou drasticamente em até 50%.[carece de fontes?]
Após um breve pulso de aquecimento por volta de 1500, a Pequena Idade do Gelo seguiu, com duração de c.1550 até 1860. O hemisfério norte, linha de neve desceu de 100 para 200 metros. A história da humanidade durante este período inclui a Renascença e o Iluminismo, e também grandes eventos rebeldes como a Guerra dos Trinta Anos e a Revolução Francesa. O início da Revolução Industrial também remonta a esta idade, enquanto Sudeste Asiático experimentou a Idade das Trevas do Camboja.[carece de fontes?]
A partir de 1860, as temperaturas começaram a subir novamente e deram início ao ótimo clima moderno. Este aquecimento foi severamente amplificado por influências antropogênicas (isto é, crescente industrialização, emissões de gases de efeito estufa e aquecimento global). O aquecimento moderno mostra um distinto aumento de temperatura a partir dos anos 1970. Segundo a NASA, não se espera que isso mude no século XXI.

## Atmosfera

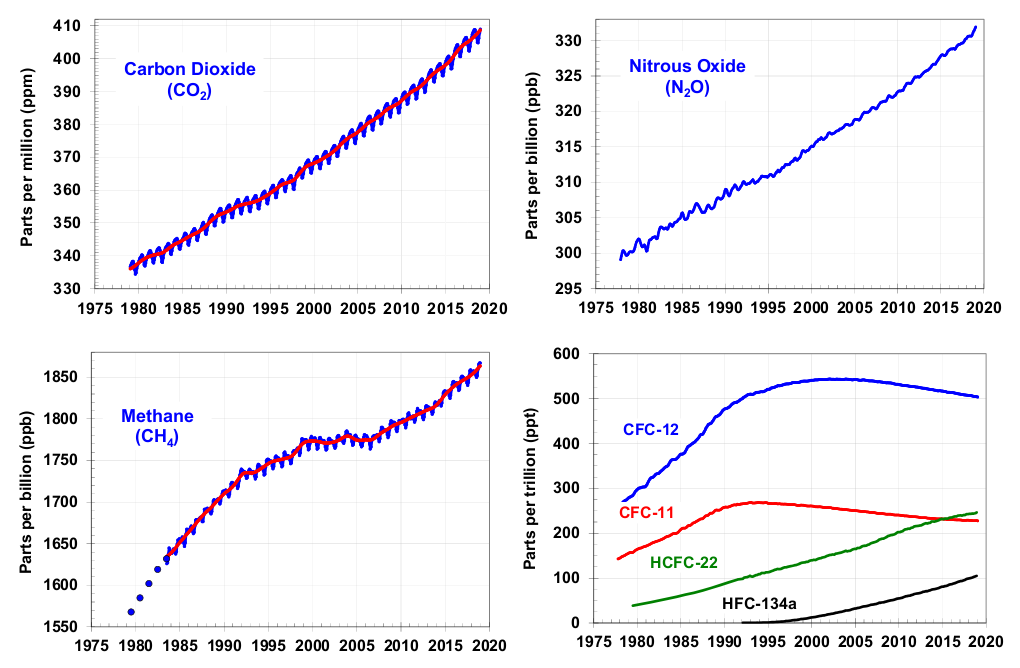
Tendências evolutivas de gases de efeito estufa e CFCs

Análises de gelo da Groenlândia e Antártica mostram uma evolução muito similar em gases de efeito estufa. Após um mínimo temporário durante o Sub-boreal e o atlântico precedentes, as concentrações de monóxido de carbono, óxido nitroso e metano começaram lentamente a aumentar durante o Subatlântico. Desde 1800 em diante, esse aumento acelerou dramaticamente a paralelamente à elevação concomitante da temperatura. Por exemplo, a concentração de CO2 aumentou de 280 ppm para um valor recente de quase 400 partes por milhão, metano para 700 até 1800 partes por bilhão e N2O para 265 até 320 partes por bilhão. Um aumento comparável já havia ocorrido na mudança para o Holoceno, mas esse processo levou cerca de 5000 anos. Esta repentina liberação de gases do efeito estufa para a atmosfera pela sociedade humana representa um experimento sem precedentes, com consequências imprevisíveis para o clima da Terra. Dentro do mesmo contexto, a liberação de água juvenil amarrado em combustíveis fósseis como carvão, lignito, gás e gasolina é geralmente negligenciada.

## Nível do mar

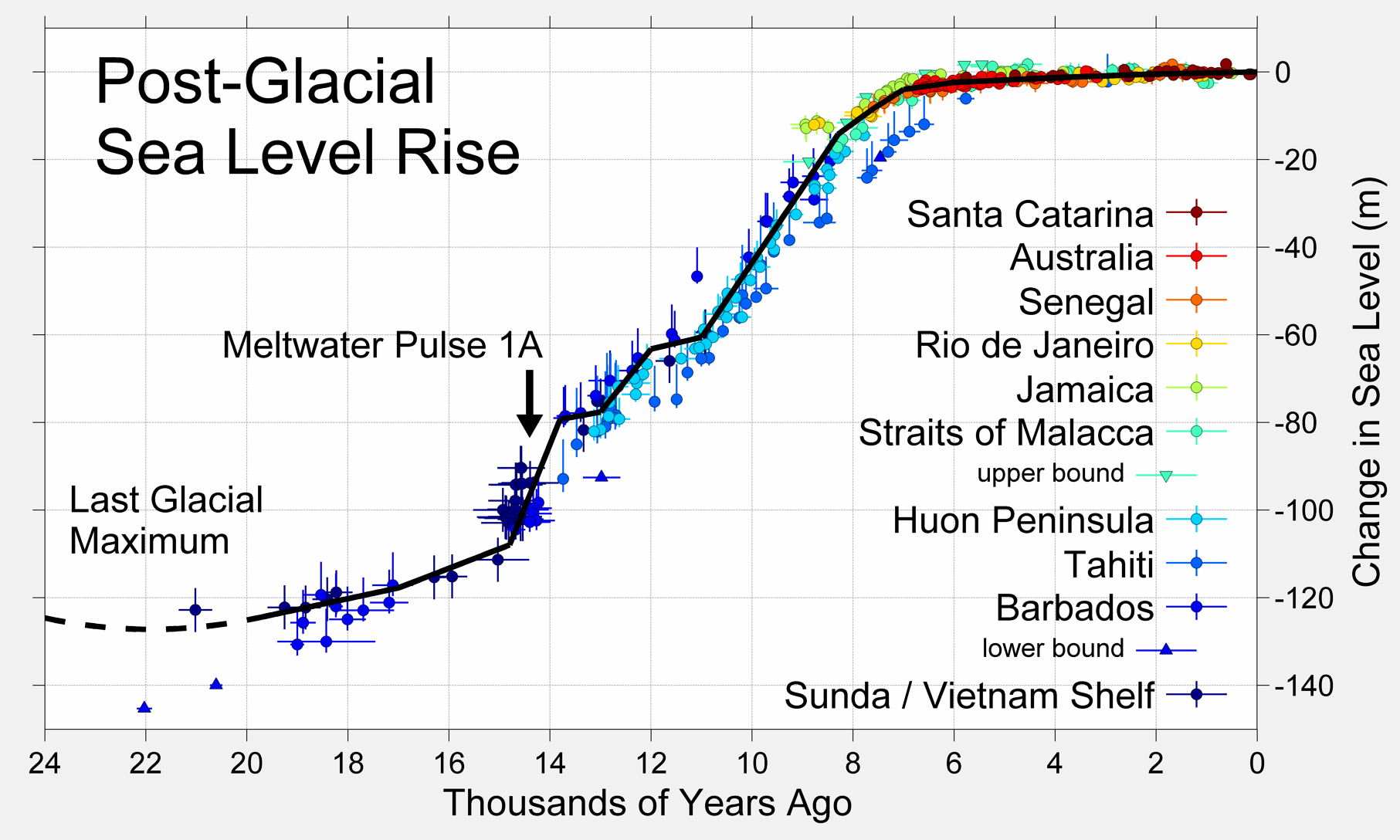
Ascensão pós-glacial do nível do mar.

Durante os 2500 anos de duração do nível do mar global do Subatlântico continuou subindo em cerca de 1 metro. Isso corresponde a uma taxa bastante baixa de 0,4 milímetro por ano. No entanto, no final do século XIX, uma mudança drástica pode ser testemunhada com uma taxa de aumento de 1.8 mm por ano no período de 1880 a 2000. Somente nos últimos vinte anos as medições de satélites documentam um aumento de 50 milímetros que corresponde a um aumento de seis vezes na taxa pré-industrial e um novo aumento de 2,5 milímetros por ano

### Evolução do Báltico
O nível do mar de hoje já foi alcançado durante o mais antigo subatlântico pela terceira transgressão de Litorina. O aumento do nível do mar foi de 1 metro, desde então, oscilou em torno da marca zero. A transgressão estabelecida durante a "fase pós-litorina", o Mar de Limnea, caracterizado por menor salinidade em comparação com o precedente Mar Litorina devido a um estreitamento isostático dos estreitos marítimos dinamarquês (Grande Belt, Pequeno Belt e Öresund). Como consequência, o búzio Littorina littorea foi gradualmente substituído pelo caracol de água doce Limnaea ovata.
Durante o Subatlântico médio, cerca de 1 300 anos atrás, ocorreu outro aumento do nível do mar bastante fraco. No entanto, a salinidade continuou caindo e portanto, novas espécies de água doce foram capazes de imigrar. Durante o Subatlântico mais novo e menos novo, cerca de 400 anos atrás, o Mar de Limnea foi substituído pelo Mar Mya como distinguido pela imigração do amêijoa Mya arenaria que eventualmente deu lugar ao recente Mar Báltico.

### Evolução da região do Mar do Norte
Na região do Mar do Norte, que havia experimentado uma ligeira queda do nível do mar e estagnação do nível do mar durante o Sub-boreal, os renovados pulsos transgressivos da transgressão Dunkerque durante o Subatlântico antigo alcançaram o nível recente.

## Vegetação
O Subatlântico antigo úmido e frio (zona de pólen IX a) é caracterizada na Europa central por uma floresta de carvalho invadida cada vez mais pela faia (florestas de carvalho misto com tília e ulmeiro ou florestas de carvalho misto com planta cinza e faia). Terrenos úmidos eram geralmente ocupados por amieiro e cinzas. As florestas de carvalho misto duraram até o meio do Subatlântico (zona de pólen IX b), que também tinha um clima úmido, mas um pouco mais ameno. Intercaladas no meio do Subatlântico estão os picos na ocorrência de faia europeia e carpino europeu (florestas mistas de carvalho com faias ou florestas de carvalho misto com ulmeiro, carpino e faia).
Durante o Subatlântico mais novo (zona de pólen X a), cujo clima úmido e temperado se assemelhava às condições atuais, uma floresta mista ou quase pura de faia se estabeleceu. Influências antropogênicas (ou seja, usos agrícolas, pastagens e silvicultura) que datam da Idade do Bronze começaram a se tornar dominante. O Subatlântico mais novo (zona de pólen X b), com seu clima úmido e temperado, mostra um gradiente distinto de precipitação com a diminuição do oeste para leste. As comunidades florestais naturais e indígenas foram severamente diminuídas e cada vez mais substituídas por comunidades florestais manejadas artificialmente.
No noroeste da Alemanha, as florestas de carvalho misto ocupam 40% do pólen total das árvores durante o Subatlântico antigo, portanto, são dominantes. Depois disso, sua contagem começa a flutuar e eles estão definitivamente recuando durante o Subatlântico mais novo. A percentagem de ulmeiros e limas como membros das florestas mistas de carvalho permaneceu constante. Amieiros recuou de 30 para 10%. Pinheiros também estavam recuando, mas atingiram o pico durante o Subatlântico mais novo devido à silvicultura. corylus (15%), bétula (5%) e salgueiro (<1%) praticamente mantiveram seus números. Significativa foi a propagação da faia (de 5 a 45%) e da trompa (de 1 a 15%). Segundo H. M. Müller, a propagação da faia foi causada por um aumento na umidade desde 550 a.C. e posteriormente, favorecida por uma diminuição nos suprimentos humanos durante as migrações.
Ervas como escovinha, atriplex, azeda e plantago também mostram um aumento pronunciado de 15 a 65% entre o pólen total. Os cereais também - aumentaram de 5 a 30% e documentaram claramente uma agricultura em expansão durante o Subatlântico mais novo.
No norte da Alemanha (Holsácia) a evolução vegetacional foi muito semelhante. Notável aqui é o rápido aumento do pólen não-árvore de 30 para mais de 80% (incluindo um aumento de cereais de 2% para mais de 20%) durante o Subatlântico mais novo. Entre o pólen da árvore, a floresta mista de carvalho conseguiu manter a sua cita de 30%. Amieiros também estavam recuando de 40% para 25%. Muito menos pequenas flutuações globais de bétula, faia e carpino conservaram sua parte (carpino mostrou um pico distinto no início do Subatlântico mais novo). Pinheiros também estavam aumentando durante o Subatlântico mais novo.
Diversos eventos distintos podem ser reconhecidos (do jovem ao velho):
- Espalhamento de pinheiros (K) - por volta de 1800 d.C. - devido à silvicultura
- Segundo pico da faia (F 2)
- Primeiro pico da faia (F 1) - por volta de 1300 d.C.[30] na Baixa Saxônia já em cerca de 800 d.C.
- Quinto pico avelã (C 5) - por volta de 200 a 400 d.C.[31]—due to climatic reasons

## Fauna e flora
A diversidade da fauna sofreu severamente desde meados do século XIX pela industrialização forçada e pela concomitante poluição do meio ambiente. Essa tendência atingiu proporções alarmantes desde 1975. Segundo o Living Planet Index,  vertebrados sofreram até o momento uma perda de 40% de suas espécies. A taxa de água doce foram ainda mais severamente afetados — perderam até 50%, principalmente devido à perda de biótopos e poluição da água. Segundo a NASA, a agricultura, a pesca e os ecossistemas estarão cada vez mais comprometidos no nordeste dos Estados Unidos. No sudeste dos Estados Unidos, o aumento dos incêndios florestais, os surtos de insetos e as doenças das árvores estão causando a morte generalizada.